# Heinrich Krapff
Heinrich Krapff (* vor 1334; † 29. November 1387 in Murau) war als Heinrich IV. Bischof von Lavant.
Heinrich Krapff entstammte einem bayrischen Rittergeschlecht aus Ronsberg. 1334 wurde er kaiserlicher Notar und Kleriker der Diözese Augsburg, 1362 Pfarrer von St. Lorenzen im Mürztal und 1363 Hofschreiber des Salzburger Erzbischofs Ortolf von Weißeneck und Domherr von Brixen. Am 31. Januar 1363 wurde er durch den Erzbischof zum Bischof von Lavant ernannt, die Bestätigung durch Papst Urban V. erfolgte am 24. März.
Bischof Heinrich IV. residierte zunächst in Friesach und errichtete später eine Residenz in St. Andrä im Lavanttal. Der österreichische Herzog Rudolf IV. ernannte ihn zu seinem Hofkaplan und stellte ihn und das Lavanter Domkapitel unter seinen besonderen Schutz. Wegen seines geringen Einkommens durfte der Bischof die Pfarre St. Lorenzen behalten und tauschte diese gegen die Pfarre Molzbichel und erlangte dazu auch noch die Pfarre Murau. Ab 1380 war er auch Archidiakon für Niederkärnten. Im großen abendländischen Schisma stand Bischof Heinrich auf Seiten des Papstes.
Bischof Heinrich ertrank am 29. November 1387 in der Mur bei Murau und wurde in der St.-Veits-Kirche in Oberbergkirchen in Bayern beigesetzt.